# Sha Na Na
Sha Na Na er et rock'n'roll-band, oprindeligt fra New York City. De spiller mest coverversioner af gamle 50'erhits, selvom der i deres pladeudgivelser gemmer sig numre af egen produktion. Sha Na Na blev nok mest kendt for deres optræden i filmen Grease som Johnny Casino & the Gamblers – det orkester, der spillede til skolefesten. Et af musiknumrene fra Grease ("Sandy") er i øvrigt skrevet af Sha Na Na-medlemmet Screamin' Scott Simon.
Sha Na Na blev dannet af en gruppe studerende fra Columbia University og begyndte deres optræden i 1969, blandt andet på Woodstock Festival. Gruppen turnerer stadig, og udgiver stadig plader. 2 af gruppens medlemmer (Donny York og Jocko Marcellino) har været med fra begyndelsen.

## Diskografi
- Woodstock Soundtrack [1969] (includes "At the Hop" by Sha Na Na) (later releases include "Duke of Earl", "Book of Love", "Teen Angel", "Get a Job")
- Rock And Roll Is Here to Stay [1969, US Billboard Album Chart 183] (re-released in 1973 with different cover)
- Remember Then / Rock & Roll Is Here To Stay (single) [1969, US Cash Box Singles Chart 114]
- Payday / Portnoy (single) [1970]
- Sha Na Na [1971, US Billboard Album Chart 122] (Side A: Recorded live at Columbia University, New York and side B: Recorded at Electric Lady Studios, New York)
- Only One Song / Jail House Rock (single) [1971, US Billboard Singles Chart 110]
- Top Forty / Great Balls Of Fire (single) [1971, US Billboard Singles Chart 84]
- The Night Is Still Young [1972, US Billboard Album Chart 156]; certain releases missed one of the songs (Sleepin' On A Song)
- Eddie and the Evergreens - In The Still Of The Night (from 'The Night Is Still Young' album) (single) [1972]
- Bounce In Your Buggy / Bless My Soul (single) [1972, US Cash Box Singles Chart 124]
- Live in Belgium, With Francis Bay & His Orchestra[1972] (Bootleg)
- Live in Central Park, New York City, NY (radio broadcast) [1972] (Bootleg)
- Live in Winterland, San Francisco, CA [1973] (Bootleg)
- The Golden Age of Rock ’N’ Roll [1973, US Billboard Album Chart 38, RIAA Certification: Gold] (Double LP, sides 2, 3 & 4 live recordings probably from 1972)
- Sha Na Na Live in Germany (TV: Musikladen), 1973 (DVD, CD+VCD)
- From The Streets Of New York (live) [1973, US Billboard Album Chart 140]
- Hot Sox [1974, US Billboard Album Chart 165]
- Maybe I'm Old Fashioned / Stroll All Night (longer version) (single) [1974]
- Sha Na Now [1975, US Billboard Album Chart 162]
- (Just Like) Romeo And Juliet / Circles Of Love (single) [1975, US Billboard Singles Chart 55]
- The Sha-Na-Netts - (Just Like) Romeo And Juliet (No Lead Vocals) / Flint-Niks - The Flint-Nik Rock (single) [1975]
- Smokin' Boogie / We're Still Smokin' (single) [1975]
- Rock 'n Roll Graffiti – Live In Japan [1975] released in Japan in 1977, re-released in 1981
- Grease Soundtrack [1978, US Billboard Album Chart 1, RIAA Certification: Multi-Platinum] (includes 6 songs by Sha Na Na)
- Rockin' In The 1980s [1980]
- Silly Songs [1981]
- Live in Long Island, N.Y. [1983] (Bootleg)
- The song "Wrestling Tonight" by Sha Na Na included in the movie Grunt (1985)
- Yeah, Yeah, Yeah (Vol I, II, III, IV) [1985] (cassette) compilation series that includes 2 previously unreleased songs, "Da Doo Ron Ron" and "Mr. Bass Man"
- Rockin' And A Rollin' [1986] compilation (CD) that includes 1 previously unreleased song, "My Prayer"
- The Fall Guy TV series - Beach Blanket Bounty episode [1986] - several songs performed by Sha Na Na
- Rock 'n Roll Concert & Party [1987] (VHS)
- 34th & Vine (1990) [8 songs]
- Havin' An Oldies Party With Sha Na Na [1991] compilation that includes 1 previously unreleased song, "Itsy Bitsy Teenie Weenie Yellow Polka Dot Bikini"
- The Sha Na Na 25th Anniversary Collection [1993] (20 songs including the 8 tracks on the previous 1990 album)
- Live in Concert (late 1980s and early 1990s concerts) [199?] (1 CD, 2 cassettes, or 1 DVD)
- 20 Classics Of Rock 'N' Roll (mid 1990s) (compilation cassette including a few previously unreleased recordings)
- Rock 'n Roll Dance Party (20 tracks in 1996; re-released with only 16 tracks in 1999)
- Then He Kissed Me (with Conny) [1999], Japan
- Live in Japan (with Conny) [2000], recorded In November 1999, Japan
- Rockin' Christmas [2002] (re-released in 2003 with different cover and 1 additional track: Bad Christmas Eve)
- One More Saturday Night [2006]
- Blue Moo: 17 Jukebox Hits From Way Back Never - Various Artist Release (Book + CD) containing one song (Gorilla Song) by Sha Na Na [2008]
- 40th Anniversary – Collector's Edition (includes -at least- 6 previously unreleased performances) [2009]
- Glendale Cruise Night (7/19/2009) Live (Bootleg)
- Rockin' Christmas: The Classic Christmas Collection (includes 6 new Xmas songs) [2011]
- Grease High School Hop - 25 Dance Songs Of The '50s & 1960s (Compilation) [2013]
- Grease High School Hop Karaoke - 10 Sing-Along Favorites Of The '50s & 1960s (digital release) [2013]
- Rockin' Christmas: The Classic Christmas Collection (re-release that includes 1 new Xmas song: Ugly Christmas Sweater) [2017]
- 50th Anniversary - Commemorative Edition - CD & LP - 12 Never-Before-Released LIVE Concert Cuts, 3 Original Bonus Studio Cuts, and Expanded 16-Page Behind-The-Scenes story [2019]